# Zingiber newmanii
Zingiber newmanii är en enhjärtbladig växtart som beskrevs av Ida Theilade och John Donald Mood. Zingiber newmanii ingår i släktet Zingiber och familjen Zingiberaceae. Inga underarter finns listade i Catalogue of Life.